# ACAB
 For alternative betydninger, se ACAB (flertydig). (Se også artikler, som begynder med ACAB)
A.C.A.B. er et engelsk akronym som står for All Cops Are Bastards (dansk: alle strissere er svin), som også kan skrives som "1312", hvilket er bogstavernes placering i alfabetet.  Nogle mennesker vælger i stedet at sige "All Cops Are Bullshit" eller "All Cops Are Bad", da ordet "bastard" også kan være et racistisk udtryk (f.eks. "Rhinlandsbastard"). 
Udtrykket bruges som et slogan og kan ofte ses som graffiti, tatoveringer og andre former for billedmateriale. 
Slagordet bliver ofte benyttet af venstreorienterede demonstranter, som har været udsat for politivold. I moderne kontekst bliver udtrykket brugt til at kritisere politiet som institution. Fortalere for udtrykket mener ofte at politibetjentes magtmonopol og magt over de mennesker de patruljerer, samt deres rolle i at opretholde loven og status quo, kan komme i konflikt med offentlighedens interesser.

## Baggrund
Leksikonet Dictionary of Catchphrases skriver at brug af forkortelsen kan ses helt tilbage i 1920'erne. Instruktøren Sidney Hayers brugte udtrykket som titel på sin krimidrama fra 1972 «All Coppers Are...».  The 4-Skins, et britisk Oi! punkband, populariserede forkortelsen i 1980'erne med en sang, der brugte forkortelsen som titel.
I Tyskland er brug af forkortelsen mod enkelte politibetjente anset som en kriminel handling. Brug af udtrykket er dog lovligt, når det er rettet mod en større gruppe mennesker, typisk hele politietaten.
 

Udtrykket fik global opmærksomhed i 2020 som resultat af mordet på George Floyd og de demonstrationer der fulgte.

## Andre betydninger
Et stort antal bagnavne har udviklet fra A.C.A.B, såsom venstreorienterede fortolkninger af forkortelsen som «All Colors Are Beautiful» eller «All Communists Are Beautiful». Der er også den anarkistiske variant, «Anarchist Chaotics Argue Better». I punk, skinhead og fodboldkultur bliver udtrykket «eight cola eight beer» (tysk: 8 ColaBier) nogle gange brugt i stedet for A.C.A.B. 
Derudover er der den antisemitiske variant, som anvendes af nynazister: A.J.A.B. (All Jews Are Bastards).

## Internationale varianter
Lignende sætninger bruges på forskellige sprog.
- nederlandsk: Alle politieagenten zijn klootzakken
- tysk: Alle Polizisten sind Bastarde
- fransk: Tous les flics sont des bâtards
- italiensk: Tutti i poliziotti sono bastardi
- portugisisk: Todos os policiais são bastardos
- russisk: Все копы-ублюдки
- serbisk: Сви полицајци су копилад
- svensk: Alla snutar är svin
- ukrainsk: Всі поліцейські - сволоти